# توم فيرلي
توم فيرلي (بالإنجليزية: Tom Fairley)‏ هو لاعب كرة قدم بريطاني في مركز حراسة المرمى، ولد في 12 أكتوبر 1932 في Houghton-le-Spring ‏ في المملكة المتحدة، وتوفي في 16 أبريل 2018. لعب مع نادي كارلايل يونايتد.